# Contea di Logan (Virginia Occidentale)
La contea di Logan (in inglese Logan County ) è una contea dello Stato della Virginia Occidentale, negli Stati Uniti. La popolazione al censimento del 2000 era di 37 710 abitanti. Il capoluogo di contea è Logan.